# 디아클론
디아클론 (ダイアクロ, Daiakuron)은 1980년에 출시된 다카라토미의 장난감 라인입니다. 이전 '마이크로맨' 장난감 라인에서 분리된 소형 자석 신발 피규어가 조종하는 변형 차량과 로봇으로 구성되었습니다. 1980년 라인의 장난감은 메카와 피규어를 각각 디자인한 미래의 마크로스 디자이너 카와모리 쇼지와 미야타케 카즈타카(둘 다 스튜디오 누에 와 계약)가 디자인했습니다. 10cm 높이의 외계 사이보그의 "실물 크기" 장난감을 특징으로 하는 마이크로맨 과 달리 디아클론 의 피규어는 실제 크기의 인간(및 적 외계인 워루더) 조종사를 나타내며 대략 1/60 크기였습니다. 1982년에 이 라인은 나중에 가와모리 와 다른 사람들의 초기 디자인과 함께 오노 고진 이 발명한 변형 로봇 장난감의 자동차 로봇 세트를 선보였습니다. 원래 시리즈에는 환상적인 로봇과 차량이 등장했지만 자동차 로봇 는 로봇이 20세기 후반의 다양한 현대 차량으로 위장할 수 있는 기능을 추가했습니다. 1984년 해즈브로 는 다카라 로부터 마이크로맨 마이크로맨 의 마이크로 체인지 장난감 라인과 함께  장난감 라인의 라이센스를 취득하고 두 장난감 시리즈를 병합하여 '트랜스포머' 를 만들었습니다. 원래 '오토봇' 차량 기반 캐릭터의 대부분은 디아클론 로봇의 자동차 로봇 세트에서 나왔습니다. 원래 오토봇 차량 기반 캐릭터의 대부분은 디아클론 로봇의 자동차 로봇  세트에서 나왔습니다. 디아클론 라인에서 나온 다른 트랜스포머 캐릭터로는 다이노봇, 곤충 아이콘(적 워루더 장난감에서 나온), 점프스타터, 우편 주문 독점 파워대셔 및 옴니봇, 디셉티 콘 비행기(원래 두 개의 "제트로보" 장난감에서 색상으로 생산됨)가 있습니다. 미래의 스타스크림 및 썬더크래커 )와 자동차 로봇 세트에서 나온 구조물아이콘 의 모습입니다. 구조물아이콘 는 시리즈가 거의 끝날 무렵부터 다카라 가 인치맨 파일럿 피규어를 포기하고 1/60 스케일로 제한되기 시작했습니다. 6개의 '기차로보' 도 구조물아이콘 와 동일한 하위 라인에서 생산되었지만 일본의 1987 라인에서는 트랜스포머 (기차봇 로서) 가 되었습니다. 다카라 는 트랜스포머 의 브랜드 변경을 위해 결국 1985년 디아클론 및 마이크로맨 토이라인을 중단했습니다. 그러나 는 이후 프랜차이즈를 부활시켰습니다. 다카라 그러나  는 이후 프랜차이즈를 부활시켰습니다. Tokyo Toy Show 2015 에서 처음 발표된 새로운 디아클론  라인의 첫 번째 적절한 피규어는 2015년 Wonderfest 에서 공개되었습니다. 2015년 BotCon 스토리라인에는 디아클론 시리즈의 여러 컨셉도 포함되어 있으며 여러 피규어는 디아클론  캐릭터를 기반으로 했습니다. 피닉스 킹 은 나중에 트랜스포머 의 인페르노 가 된 디아클론 장난감 No.10 Fire Engine 과 동일합니다. 이것은 해당 장난감의 최초 애니메이션 버전입니다. 디아클론 의 디자인은 한동안 월마트 달러통에서 'Space Transformers' 로 취급되었던 한국 애니메이션 영화 'Diatron 5' (다이아트론5)에 대해 표절되었습니다.